# Алдиаровское сельское поселение
Алдиа́ровское се́льское поселе́ние (чув. Эльпуҫ ял тӑрӑхӗ) — муниципальное образование в Янтиковском районе Чувашской Республики.
Административный центр — село Алдиарово.
На территории поселения находятся 4 населённых пункта — 1 село и 3 деревни.
Образовано 1 января 2006 года. До 1991 года называлось Алдиаровский сельский совет, с 1991 по 2005 год — Алдиаровская сельская администрация.
Главой поселения является Козлов Василий Васильевич.

## Географические данные
Поселение находится в пределах Чувашского плато у истока реки Аль.
Общая площадь сельского поселения — 3645 га.

## Климат
Климат сельского поселения континентальный, с теплым, иногда жарким летом и умеренно холодной, продолжительной, снежной зимой.
Среднегодовая температура воздуха равна 3˚С. В годовом ходе среднемесячная температура изменяется от −13˚ в январе до +18,7˚ в июле. Абсолютные значения температур равны — 42˚ и +37˚. Продолжительность безморозного периода в среднем составляет 143 дня, со второй декады мая до конца третьей декады сентября. Устойчивые морозы наступают в середине ноября и держатся в среднем 120 дней до второй декады марта. Теплая сухая погода устанавливается обычно в мае. Для летних месяцев (июнь — август) характерна устойчивая теплая погода, временами жаркая и сухая. Территория поселения относится к зоне достаточного увлажнения. Среднегодовая относительная влажность воздуха составляет 77 %, максимальная влажность — до 88 % отмечается в холодный период года. В летний период возможно снижение влажности до 30 % (около 25 дней, приходящихся в основном на май — июнь).
В среднем за год выпадает около 490 мм осадков с максимумом в теплый период — порядка 340 мм. Летом преобладают ливневые осадки, а зимой — обложные малой интенсивности. Однако, могут быть значительные отклонения по годам и в ту, и в другую сторону.

## Геологические особенности
Рельеф представлен холмистым плато, частично покрытый лиственными лесами, расчленённый многочисленными оврагами на ряд пологих увалов и отдельных возвышенностей. Длина оврагов изменяется от 100—200 м до 2—3,5 км, глубина — от 1 до 10 м.

## Населённые пункты
На территории поселения находятся следующие населённые пункты:
| Название  | Тип населённого пункта       | Население |
| --------- | ---------------------------- | --------- |
| Алдиарово | Село, административный центр | 456       |
| Нюшкасы   | Деревня                      | 350       |
| Беляево   | Деревня                      | 450       |
| Уразкасы  | Деревня                      | 340       |

## Население
| 2010  | 2012  | 2013  | 2014  | 2015  | 2016  | 2017  |
| ----- | ----- | ----- | ----- | ----- | ----- | ----- |
| 1397  | ↘1343 | ↗1349 | ↘1329 | ↘1303 | ↘1270 | ↘1246 |
| 2018  | 2019  | 2020  | 2021  |       |       |       |
| ↘1212 | ↘1160 | ↘1112 | ↘1084 |       |       |       |

## Экономика
На территории поселения расположены железнодорожная станция Шоркистры, 8 магазинов. Все населённые пункты поселения газифицированы и соединены дорогами с асфальтобетонным покрытием, имеется автобусное сообщение по маршруту г. Канаш — с. Янтиково — д. Нюшкасы. Готовится проектно-сметная документация по асфальтированию улиц населенных пунктов и обеспечению населения чистой водой.

## Социальная инфраструктура
Социальная инфраструктура поселения включает следующие организации и объекты:
- Администрация Алдиаровского сельского поселения;
- МБОУ «Алдиаровская СОШ» (новое здание построено в 2010 году);
- МБУК «Алдиаровский ИКЦ»
- Сельская модельная библиотека в с. Алдиарово;
- Офис общей врачебной практики в с. Алдиарово;
- Фельдшерско — акушерский пункт в д. Уразкасы);
- Детский сад;
- Отделение почтовой связи в с. Алдиарово;
- Сельский клуб — в д. Нюшкасы;
- Сельский клуб в д. Уразкасы
- Сельский клуб в д. Беляево;
- Сельская библиотека в д. Уразкасы